# レイベル・サンマルティン
- レイベア・サンマーティーン
- レイベル・サンマルティン

リーバー・ホセ・サンマーティン（Reiver José Sanmartín, 1996年4月15日 - ）は、コロンビア・ボリーバル県出身のプロ野球選手（投手）。左投左打。MLBのシンシナティ・レッズ傘下所属。

## 経歴

### プロ入りとレンジャーズ傘下時代
2015年7月に国際フリーエージェントでMLBのテキサス・レンジャーズと契約。この年は傘下ルーキー級ドミニカン・サマーリーグ（DSL）のDSLレンジャーズでデビューし、6試合登板、0勝1敗、防御率5.23の成績を残した。
2016年はDSLレンジャーズで12試合（全て先発）に登板し、7勝1敗、防御率2.35の成績を残した。
2017年はA-級スポケーン・インディアンスとA+級ヒッコリー・クロウダッズで合計14試合（うち先発11試合）に登板し、7勝2敗、防御率2.45の成績を残した。オフの11月20日にロナルド・ヘレーラとのトレードでニューヨーク・ヤンキースへ移籍した。

### ヤンキース傘下時代
2018年はヤンキース傘下のA-級、A級、A+級、AA級の4球団に所属し、合計で13試合（うち先発10試合）に登板し、5勝7敗、防御率2.81の成績を残した。
2019年1月21日にソニー・グレイとのトレードでシェド・ロング・ジュニアとドラフト指名権とともにシンシナティ・レッズへ移籍した。

### レッズ時代
2019年はA+級デイトナ・トーテュガスとAA級チャタヌーガ・ルックアウツ合計で25試合（全て先発）に登板し、4勝12敗、防御率4.05の成績を残した。
2020年はCOVID-19の影響でマイナーリーグの開催が中止になったため、公式戦での登板はなかった。またオフにはコロンビア代表としてカリビアンシリーズに出場した。
2021年はAA級チャタヌーガで2勝0敗、AAA級ルイビル・バッツで8勝2敗の成績を挙げ、9月27日にメジャー契約を結びアクティブ・ロースター入りした。同日に行われたピッツバーグ・パイレーツ戦で先発しメジャーデビュー。この試合では5.2回を投げて1失点で勝利投手となった。7日後のパイレーツ戦でも先発し、6.0回を1失点で勝利投手となり、このシーズンはこの2試合に登板しシーズンを終えた。
2023年オフの11月17日にノンテンダーFAとなった。11月19日にマイナー契約でレッズと再契約を結んだ。
2024年は怪我に苦しみ、年間を通じてメジャーに昇格することが出来ずに終わった。同年11月23日に2025年も同チームに残留することが発表された。

## 投球スタイル
速球は90mph程度・チェンジアップとスライダーも大きく曲がったりするものではないが、これらを上手く組み立ててゴロを打たせて取ったり、三振を取る能力を持つ。また、制球とスタミナは優れていると評価されている。

## 詳細情報

### 年度別投手成績
| 年 度    | 球 団    | 登 板 | 先 発 | 完 投 | 完 封 | 無 四 球 | 勝 利 | 敗 戦 | セ 丨 ブ | ホ 丨 ル ド | 勝 率 | 打 者 | 投 球 回 | 被 安 打 | 被 本 塁 打 | 与 四 球 | 敬 遠 | 与 死 球 | 奪 三 振 | 暴 投 | ボ 丨 ク | 失 点 | 自 責 点 | 防 御 率 | W H I P |
| -------- | -------- | ----- | ----- | ----- | ----- | -------- | ----- | ----- | -------- | ----------- | ----- | ----- | -------- | -------- | ----------- | -------- | ----- | -------- | -------- | ----- | -------- | ----- | -------- | -------- | ------- |
| 2021     | CIN      | 2     | 2     | 0     | 0     | 0        | 2     | 0     | 0        | 0           | 1.000 | 47    | 11.2     | 12       | 0           | 2        | 0     | 0        | 11       | 1     | 1        | 1     | 1        | 1.54     | 1.20    |
| 2022     | CIN      | 45    | 4     | 0     | 0     | 0        | 4     | 4     | 0        | 7           | .500  | 256   | 57.0     | 66       | 8           | 29       | 2     | 0        | 47       | 2     | 2        | 43    | 40       | 6.32     | 1.67    |
| 2023     | CIN      | 14    | 0     | 0     | 0     | 0        | 1     | 0     | 0        | 1           | 1.000 | 70    | 14.0     | 17       | 2           | 10       | 0     | 0        | 13       | 2     | 0        | 13    | 11       | 7.07     | 1.93    |
| MLB：3年 | MLB：3年 | 61    | 6     | 0     | 0     | 0        | 7     | 4     | 0        | 8           | .636  | 373   | 82.2     | 95       | 10          | 41       | 2     | 0        | 71       | 5     | 3        | 58    | 53       | 5.77     | 1.65    |

- 2024年度シーズン終了時

### 年度別打撃成績
| 年 度    | 球 団    | 試 合 | 打 席 | 打 数 | 得 点 | 安 打 | 二 塁 打 | 三 塁 打 | 本 塁 打 | 塁 打 | 打 点 | 盗 塁 | 盗 塁 死 | 犠 打 | 犠 飛 | 四 球 | 敬 遠 | 死 球 | 三 振 | 併 殺 打 | 打 率 | 出 塁 率 | 長 打 率 | O P S |
| -------- | -------- | ----- | ----- | ----- | ----- | ----- | -------- | -------- | -------- | ----- | ----- | ----- | -------- | ----- | ----- | ----- | ----- | ----- | ----- | -------- | ----- | -------- | -------- | ----- |
| 2021     | CIN      | 2     | 6     | 6     | 0     | 0     | 0        | 0        | 0        | 0     | 0     | 0     | 0        | 0     | 0     | 0     | 0     | 0     | 5     | 0        | .000  | .000     | .000     | .000  |
| 2022     | CIN      | 45    | 2     | 2     | 0     | 0     | 0        | 0        | 0        | 0     | 0     | 0     | 0        | 0     | 0     | 0     | 0     | 0     | 1     | 0        | .000  | .000     | .000     | .000  |
| MLB：2年 | MLB：2年 | 61    | 8     | 8     | 0     | 0     | 0        | 0        | 0        | 0     | 0     | 0     | 0        | 0     | 0     | 0     | 0     | 0     | 6     | 1        | .000  | .000     | .000     | .000  |

- 2024年度シーズン終了時

### 背番号
- 52（2021年 - 2023年）